# ルーカス・ギルバートソン
ルーカス・ギルバートソン（Lucas Gilbertson）は、カナダの男性声優。

## 出演作品

### アニメ
- ディノブレイカー（チャオ・リー）

#### 日本のアニメ
- 星界の戦旗
- カードファイト!! ヴァンガード（森川カツミ）
- デ・ジ・キャラットにょ
- せんせいのお時間（中村元）
- ドラゴンボール
- 烈火の炎
- 満月をさがして
- フューチャーカード バディファイト
- DEAR BOYS
- HUNTER×HUNTER
- 十兵衛ちゃん
- GREGORY HORROR SHOW
- 機動戦士Ζガンダム
- うえきの法則

### ゲーム

#### 日本のゲーム
- ロックマンX8（ゼロ）
- ガンダム無双
- ガンダム無双2
- ガンダム無双3
- WE LOVE GOLF!

#### 海外のゲーム
- MEGAMAN X COMMAND MISSION（ゼロ）
- MEGAMAN MAVERICK HUNTER X（ゼロ）